# Christopher Middleton
Christopher Middleton (Newton Bewley, cerca de Billingham, c. 1690- 12 de febrero de 1770) fue un oficial naval y navegante inglés, recordado por haber encabezado en 1741 el mando de una expedición de exploración en la bahía de Hudson que intentaba encontrar en ella el tan ansiado Paso del Noroeste. La búsqueda fracasó, pero Middleton se internó en el Roes Welcome Sound y fue el primero en descubrir la bahía Wager, la bahía Repulse y el estrecho Frozen. Habiendo sido elegido miembro de la Royal Society en 1737, por esa expedición obtuvo la medalla Copley en 1742.

## Biografía

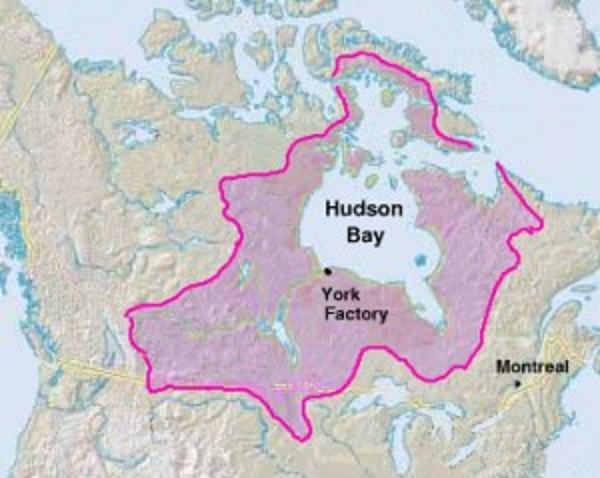
La York Factory (en la Tierra de Rupert, los dominios de la HBC) y la bahía de Hudson, donde Middleton trabajaría y realizaría sus principales exploraciones

No se sabe mucho sobre los primeros años de Middleton, que habría servido por cuenta propia en el grupo de corsarios durante la Guerra de la Reina Ana (1701-2713) y adquirido experiencia de los españoles y del comercio en la América española. En 1721 se unió a la Compañía de la Bahía de Hudson (Hudson Bay Company, o HBC) para navegar, como segundo piloto en el Hannah, hasta la factoría de York, un puesto de la HBC en la desembocadura del río Hayes (hoy en Manitoba, Canadá). Contrariamente a la práctica habitual de los marineros de la HBC, Middleton pasó el invierno en la bahía. John Scroggs, maestro de la balandra Whalebone en el cercano puesto de Churchill (en la desembocadura del río Churchill), tenía la intención de navegar hacia el norte en el verano siguiente para buscar rastros de la expedición perdida de James Knight, el entonces director de la HBC en York que había encabezado una misión de exploración en 1719 de la que nada se sabía. Middleton estaba deseoso de participar por su propia cuenta con la esperanza de descubrir información sobre el escurridizo Paso del Noroeste. Ya debía de ser en ese momento un navegante experto, ya que enseñó técnica marinera a varios miembros de la tripulación de Scroggs durante los meses de invierno en Churchill, aunque al final se encontró con que Scroggs rehusó tomar parte en la expedición en el verano de 1722.
En 1723 y 1724 Middleton hizo más viajes a la bahía de Hudson, y en enero de 1725 fue nombrado comandante de la Hannah. Navegó en su nuevo mando a York y a Churchill ese verano (en total llegó a hacer 16 viajes anuales, durante los que visitó todos los puestos principales de la HBC en la bahía). En 1726 su entusiasmo por la observación científica se vio refrendado cuando la Royal Society, en su Philosophical Transactions, publicó una comunicación suya titulada «New and exact table collected from several observations, taken in four voyages to Hudson’s Bay... shewing the variation of the magnetical needle... from the years 1721, to 1725» [Tabla nueva y exacta recogida de varias observaciones, tomada en cuatro viajes a la bahía de Hudson.. mostrando la variación de la aguja magnética... desde el año 1721 a 1725]. Esta obra ejercerá una influencia decisiva en la carrera de Middleton, ya que atrajo la atención de Arthur Dobbs, un terrateniente del Ulster e influyente miembro de la Cámara Irlandesa de los Comunes, cuyo largo interés en el comercio se centraría desde 1731 en el encuentro de un Paso del Noroeste. Cuando en 1735 Dobbs decidió acercarse a una de las compañías de capitanes para obtener información sobre la costa occidental de la bahía de Hudson y sobre la posibilidad de que existiese tal pasaje, escogió a Middleton porque había tomado nota de sus observaciones en Philosophical Transactions. Middleton era ya en ese momento uno de los principales capitanes de la HBC, al que en 1734 se le había dado el mando de su barco mayor y más reciente, el Seahorse, de 170 toneladas. El antiguo interés de Middleton en el pasaje del Noroeste, evidentemente, fue reavivado por el contacto con Dobbs; le contó lo que sabía acerca de los viajes de Knight y de Scroggs, y se comprometió a buscar más información sobre el pasaje durante sus visitas a los puestos de la bahía. En 1737, bajo la presión de Dobbs, la HBC envió desde Churchill dos corbetas hacia el norte, que navegaron a lo largo de la costa oeste de la bahía. Su gobernador, sir Bibye Lake, trató de convencer a Dobbs de que después de un peligroso viaje, no se había ha encontrado «la menor apariencia de un pasaje». Pero Middleton, que estaba en Churchill cuando regresaron esos barcos, reveló a Dobbs que sus tripulaciones, que «no estaban debidamente cualificadas para tal empresa» habían navegado solo hasta la latitud 62°15′ N y que habían hecho pocos intentos serios de exploración .
Dobbs, en respuesta a la HBC, les dejó en claro que buscaría en su lugar el apoyo a una expedición de descubrimiento en aquellos «que creo lo harán encarecidamente, ya que estarán convencidos de que será un beneficio nacional» y durante el invierno de 1737-1738 hizo el primero de una serie de acercamientos al Almirantazgo con ese fin. En Middleton parecía tener el mando ideal para la gran empresa: un creyente en el pasaje del Noroeste; un marino con experiencia en la navegación en el hielo; y un buen científico. Middleton había logrado una rara distinción: el 7 de abril de 1737 había sido elegido miembro de la Royal Society en reconocimiento a sus contribuciones en la teoría y la práctica de la navegación y ya estaba haciendo uso del cuadrante de Hadley (y sus posteriores publicaciones muestran que estaba experimentando continuamente para encontrar un método práctico para determinar la longitud en el mar).
Durante tres años se avanzó muy poco. La amistad de Middleton con Dobbs tensó las relaciones entre él y el comité de la HBC en Londres. Como le dijo a Dobbs en febrero de 1738, «mantienen todas las cosas en secreto; y por algunas preguntas que me han hecho últimamente, encuentro que parecen sospechar de mi correspondencia con usted». En 1739 Middleton fue a Churchill de nuevo, y en ese viaje el factor Richard Norton recordó que mientras estaba con Scroggs en 1722 había observado la marea subir cinco brazas en el Roes Welcome Sound (cerca de la costa oeste de la bahía de Hudson) y que había visto que la tierra caía hacia el oeste. Varios informes de las negociaciones de los indios con los europeos en la costa americana del Pacífico eran una prueba más para Middleton de «que los dos mares deben unirse». Durante el invierno de 1739-1740 pasó tediosas horas esperando en la corte y en las grandes casas de Londres con la esperanza de interesar en una expedición para encontrar un pasaje a dos de los corresponsales de Dobbs: el primer ministro, sir Robert Walpole, y el primer lord del Almirantazgo, sir Charles Wager. En mayo de 1740, justo antes de navegar a la bahía de Hudson en el que iba a ser su último viaje para la HBC, le escribió a Dobbs con noticias alentadoras: Jorge II había sido abordado por Wager y le había dado su bendición a la empresa: al año siguiente partiría una expedición naval en busca del paso del Noroeste, en el entendimiento de que sería comandada por Middleton.

## El viaje de exploración

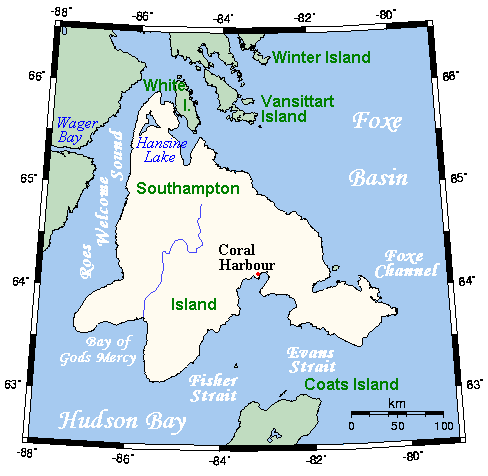
Mapa de la isla Southampton, en cuya ribera occidental realizó sus descubrimientos Middleton

El 5 de marzo de 1741 Middleton recibió su largamente esperada comisión de la Marina, y, cuatro días más tarde, fue nombrado oficialmente jefe de la expedición de descubrimiento del Ártico. El mismo día, el teniente gobernador de la HBC informó al comité de que Middleton había renunciado, y en abril, el gobernador advirtió a los accionistas de que la próxima expedición «podría afectar a su propiedad y ser perjudicial para la sociedad en su comercio». La actitud de la HBC era de vital importancia para Middleton, que tenía dificultades para lograr que la expedición saliese a tiempo de pasar por el estrecho de Hudson cuando el hielo se derritiese. El barco en el que iría al mando, un antiguo vapor, debía de modificarse en el Arsenal de Deptford con el fin de proporcionar más espacio de almacenamiento y se convertiría en una balandra que estaría aparejada con tres mástiles, el HMS Furnace; la nave acompañante, el HMS Discovery, era un antiguo carbonero que no fue comprado por el Almirantazgo hasta finales de abril; y, sobre todo, estaban los problemas familiares de los tripulantes de la Marina. Middleton había persuadido a antiguos compañeros de la HBC para que navegasen con él, incluyendo a su primo y antiguo piloto jefe, William Moor, que tomó el mando del HMS Discovery, pero para el resto tuvo que confiar en anuncios en la prensa para completar la tripulación. Los hombres, en su mayoría «parecían enfermos, teniendo escasos abrigos». señalaba un informe de Almirantazgo, y se mantuvieron bajo estrecha vigilancia para evitar la deserción. Middleton sabía que había pocas posibilidades de regresar a Inglaterra ese mismo año, por lo que era esencial obtener el permiso de la HBC para pasar el invierno en uno de sus puestos. Después de un intenso intercambio de ásperas cartas con varios departamentos del gobierno, la HBC capituló y ordenó a sus factores en la bahía dar a Middleton «la mejor asistencia en su poder». Durante esas arduas semanas Middleton sufrió además la muerte de su esposa.
Por fin, el 8 de junio ambos barcos zarparon en su histórico viaje: la primera expedición naval de la Royal Navy que salía de Inglaterra en busca del Paso del Noroeste. Las instrucciones de Middleton, en gran parte elaboradas por Dobbs, lo encaminaban a buscar el pasaje en la costa oeste de la bahía de Hudson, cerca de la latitud 65°N, el punto más al norte que había alcanzado Scroggs en su viaje de 1722. Una vez atravesado el pasaje Middleton debía de hacer un reconocimiento rápido y volver, para que fuese enviada una expedición más completa para garantizar sus descubrimientos. La visión de una corta ruta comercial hacia el este, que había atraído a tantos marineros ingleses hacia las bahías y ensenadas heladas de América del Norte, era todavía atractiva, pero por el momento, Middleton tenía problemas más inmediatos. La demora en salir de Inglaterra (seis semanas más tarde que las naves de la HBC) significó que su expedición no llegó a la costa occidental de la bahía de Hudson hasta finales de julio, en medio de una espesa niebla y con la amenaza de la formación del hielo siempre inminente. Middleton decidió pasar el invierno en Churchill, e intentar el descubrimiento el verano siguiente.
El invierno en Churchil —el puesto de la HBC más al norte y el más frío, localizado en la desembocadura del río Churchill—, con la mayoría de los hombres de Middleton miserablemente alojados en el semi-abandonado viejo fuerte, fue una dura prueba que (en palabras de la posterior alegación de Dobbs) «rompió los espíritus de los hombres» (“broke the Spirits of the Men”): diez hombres murieron de escorbuto y muchos otros estaban enfermos o sufrieron amputaciones de los dedos de los pies por congelación. El 1 de julio de 1742, sin embargo, los barcos de Middleton se hicieron de nuevo a la mar, con cierto alivio del factor James Isham, que informó al comité de Londres que Middleton había sido «un invitado muy molesto». El 12 de julio Middleton había superado ya la punta de ballenas de Scroggs (hoy punta Whale), el punto más al norte conocido por anteriores exploradores. Al otro lado de un promontorio que fue bautizado por Middleton como cabo Dobbs, en la latitud 65°10'N, encontró una gran entrada de mar abierta a la que bautizó en honor de sir Charles Wager (hoy todavía bahía Wager). Durante tres semanas las masas de hielo que conducían a Wager atraparon a los barcos y eso le dio tiempo a Middleton para enviar cuatro expediciones en botes para explorar la zona. Sus informes le convencieron de que estaba anclado en un entrante o en un río, nada más, y cuando el hielo despejó a principios de agosto, las naves se abrieron camino fuera de las aguas de la bahía Wager para continuar su viaje hacia el norte, siguiendo a través del actual Roes Welcome Sound. La marea era tan fuerte que pensaron que estaban en la entrada del pasaje buscado. Los barcos siguieron, con los hombres emocionados, pero el 6 de agosto Middleton anotó en su diario que «con gran decepción vimos que la tierra desde Low Beach [playa baja] se redondeada bastante, desde el oeste hacia el norte, hasta encontrarse con la costa occidental y formar una bahía muy profunda. Así, nuestras esperanzas de un pasaje por esta vía se desvanecieron».
El estrecho de Roes Welcome era una entrada cerrada, cuyo extremo norte Middleton bautizó como bahía Repulse, y los remolinos de la marea no venían del Pacífico, si no a través de un estrecho helado localizado en su extremo noreste, que Middleton denominó en consecuencia como estrecho Frozen. A todos los efectos de la expedición había terminado. Se hizo un examen superficial de la costa oeste de la bahía de camino a casa, y Middleton —al igual que sus predecesores— confundió el Chesterfield Inlet con una bahía profunda. A veces en el sombrío viaje de regreso a casa sólo dos hombres en el Furnace podían tomar el timón, y los oficiales hicieron el trabajo de los marinos a fin de mantener la balandra a flote.

### La polémica con Dobbs
Dice mucho de la resistencia de Middleton que un mes después de su regreso estaba listo para leer ante la Royal Society un documento sobre las condiciones climáticas en Churchill, junto con algunas observaciones sobre la latitud, longitud y variación magnética, que le valieron el premio de la medalla Copley de la Sociedad «The extraordinary degrees and surprising effects of Cold in Hudson's Bay» [Los grados extraordinarios y los sorprendentes efectos del frío en la bahía de Hudson].. De los resultados de su exploración Middleton no tenía dudas, pero en la primavera de 1743 Dobbs afirmó que Wager era de hecho un estrecho, y algunos miembros de la tripulación, en especial Edward Thompson, John Wigate y John Rankin, juraron que Middleton había ocultado deliberadamente el paso. Así comenzó una larga disputa, que continuó con una investigación inconclusa por el Almirantazgo en mayo de 1743, y con la publicación de cinco panfletos a cargo de Middleton y tres de Dobbs. La clave para la conducta de Dobbs se encuentra en su alegato inicial a Middleton en enero de 1743 que si se admitía la posibilidad permanente de un pasaje, a continuación, «la presunción será un gran aliciente para abrir al comercio la bahía» (“the Presumption will be a great Inducement to open the Trade to the Bay.” ) Desde ese momento, el paso fue parte de un ambicioso plan más para abolir el monopolio comercial de la HBC, y el contundente rechazo de Middleton motivaba que su conducta en la expedición tuviera que ser desacreditada. En todos menos uno de los puntos en litigio, la posición de Middleton era correcta: la Wager era una entrada cerrada (como Moor iba a descubrir en 1747); el estrecho Frozen existía, y la marea y las ballenas pasaban por él hacia el Roes Welcome Sound (como Edward Parry señaló en 1821). El único lapso de Middleton fue que en el viaje de regreso con su tripulación enferma y desanimada se había perdido el Chesterfield Inlet. En todos los demás aspectos su logro fue una tarea loable. Su mapa de los descubrimientos de la expedición, publicado en 1743, contiene el primer esbozo reconocible de la costa oeste de la bahía de Hudson, y recoge sus principales accidentes, todos salvo el Chesterfield Inlet.

### Años finales
Durante la guerra de panfletos, el Almirantazgo no ofreció a Middleton ningún mando más, y éste se vio obligado a vivir de su capital hasta mayo de 1745, en que se le encomendó el pequeño balandro Shark. Aun así, Middleton continuó bombardeando al Almirantazgo con peticiones de «el mando de un barco de la Fuerza, con el que espero recuperar la fortuna que me ha desacreditado, en mi anterior intento de estar al servicio de mi país»,) pero su motivos quedaron sin respuesta. En 1747 se vio involucrado en un incidente durante el cual golpeó a su contramaestre, y el investigador oficial concluyó : «me temo... es apasionado, que le he dado una fianza de». Cuando llegó la paz en 1748 no fue una sorpresa que Middleton fuese colocado en la lista de medio paga, en compañía de cientos de otros oficiales. Los libros de actas del archivo de la HBC el recibo de dos cartas suyasl en diciembre de 1751 y febrero de 1752, poco después de la destitución del capitán William Coats, pero si Middleton estaba buscando un reempleo con la compañía quedó decepcionado. Permaneció en la lista de media paga hasta su muerte, acaecida el 12 de febrero de 1770, habiendo sido un experto navegante y emprendedor explorador cuya carrera quedó arruinada por una maliciosa campaña de denigración.
Acerca de las circunstancias de los últimos años de Middleton existe cierta incertidumbre. El Monthly Review de 1784 tiene un triste pasaje sobre Middleton: 

Murió, años atrás, cerca de Guisborough, en Yorkshire, en la miseria extrema y angustia: habiendo, mucho antes, tenido la necesidad de separarse de su medalla oro de sir Godfrey Copley... Sus niños, cuatro hijas, crecieron en la facilidad y elegancia por el producto de su trabajo en la primera parte de su vida, todos muertos, si recordamos bien, antes que él: algunos de ellos, al menos, en una situación más miserable que él mismo.
He died, some years ago, near Guisborough, in Yorkshire, in the utmost penury and distress: having, long before, been drove to the necessity of parting with Sir Godfrey Copley’s gold medal... His children, four daughters, brought up in ease and elegance by the produce of his labours in the early part of his life, all died, if we remember right, before him: some of them, at least, in a more wretched situation than himself.
Monthly Review(1784)

Esta noticia es desmentida por informes locales que recogen que Middleton murió y fue enterrado en Norton, condado de Durham (su casa desde los días de su servicio en la HBC), y por su testamento, redactado en diciembre de 1769: se refiere a una hija, Judith, de su primer matrimonio, a su segunda esposa, Jane (antes su sirvienta, según fuentes locales) que debía recibir £ 40, y a dos niñas y un niño de su segundo matrimonio. La medalla Copley fue legada al niño, y sus libros e instrumentos, y una suma no especificada en anualidades del Mar del Sur, las dejó por igual a los tres hijos en común. Los valores parecen pequeños, pero indicarían que, si bien Middleton puede haber vivido en circunstancias difíciles durante su pase al retiro, por lo menos no murió en la miseria.